# B (musik)
 For alternative betydninger, se B (flertydig). (Se også artikler, som begynder med B)
Tegnet ♭ (b) bruges i musikalsk notation. Tegnet bruges til at angive, at en tone er sænket et halvt trin.
Det er det modsatte af ♯ (kryds).
Typisk bruges b i stedet for ♭ i systemer, hvor det ikke er muligt at skrive ♭.
- Unicode: U+266D
- LaTeX: {\displaystyle \backslash \,flat}

## Dobbelt b
Tegnet 𝄫 (dobbelt b) bruges til at sænke en tone to trin.
- Unicode: U+1D12B